# 林彥廷
林彥廷（2000年10月22日—），台灣男子籃球運動員，阿美族，場上位置為得分後衛，現效力于中国男子篮球职业联赛北京紫禁勇士。國中就讀花蓮縣立自強國民中學，三年級時贏得國中籃球聯賽（JHBL）冠軍。高中就讀能仁家商，高二開始擔綱先發出賽高中籃球聯賽（HBL），也奪得當年HBL亞軍；高三時贏得HBL冠軍，個人獲得MVP獎項。大學就讀國立政治大學並為政大雄鷹競逐大專籃球聯賽（UBA）公開男一級，自大二起三連霸UBA公開男一級冠軍。政大畢業後，於2023年CBA新人選秀會由北京紫禁勇士以第一輪第3順位選入。

## 早年生活
林彥廷在小學時期受好友影響，加入了籃球校隊，小學畢業後，他打算考進花蓮縣立自強國民中學籃球隊。原先父母並不支持，直到林彥廷母親看見他在日記裡寫下「媽媽，我想打籃球」，因而允許林彥廷赴試，並成功錄取。
林彥廷在國中二年級時，就獲得時任能仁家商籃球隊教練林正明青睞，協議日後能免試就讀能仁家商。升上國三後，林彥廷在104學年度國中籃球聯賽四強賽與決賽連續獲得雙二十數據，隊友高錦瑋則在決賽繳出13分、11助攻及8籃板，攜手贏得自強國中隊史第二座冠軍。

## 高中生涯
國中畢業後，林彥廷和隊友高錦瑋、王晟霖及莊瑋杰一同就讀能仁家商。甫進入能仁的林彥廷，成了唯一入選105學年度高中籃球聯賽12人名單的新人，該賽季他沒獲得太多上場時間，只有五場出賽紀錄，能仁該季位居第三名。高二時，林彥廷已站穩先發，而這賽季能仁在冠軍賽負於松山高中，位居亞軍。
到了高中三年級，林彥廷在107學年度HBL十二強複賽階段一度場均得8分，包括連續三場繳出個位數得分。直到進入八強賽事，他在前四場比賽場均提高至21分，其中一場還得到當時生涯最高分35分，即使八強系列賽比完後，也保持著七戰場均雙位數得分。能仁晉級四強後，延續此前表現，以賽季16連勝，無敗績地闖進冠軍賽。冠軍賽上，林彥廷得到24分、18籃板，助能仁以57比50，全勝封王，拿下隊史第三座冠軍，個人則獲得MVP。在進入大學之前，林彥廷和高錦瑋演出騰訊視頻籃球實境秀《籃板青春》，該節目利用45天選拔出籃板青春隊，挑戰有著日本冠軍頭銜的秋田縣立能代工業高等學校和福岡第一高等學校。節目裡，球隊教練楊鳴視林彥廷為核心球員，也使他以「台灣第一高中生」的稱號被觀眾認識。

## 大學生涯

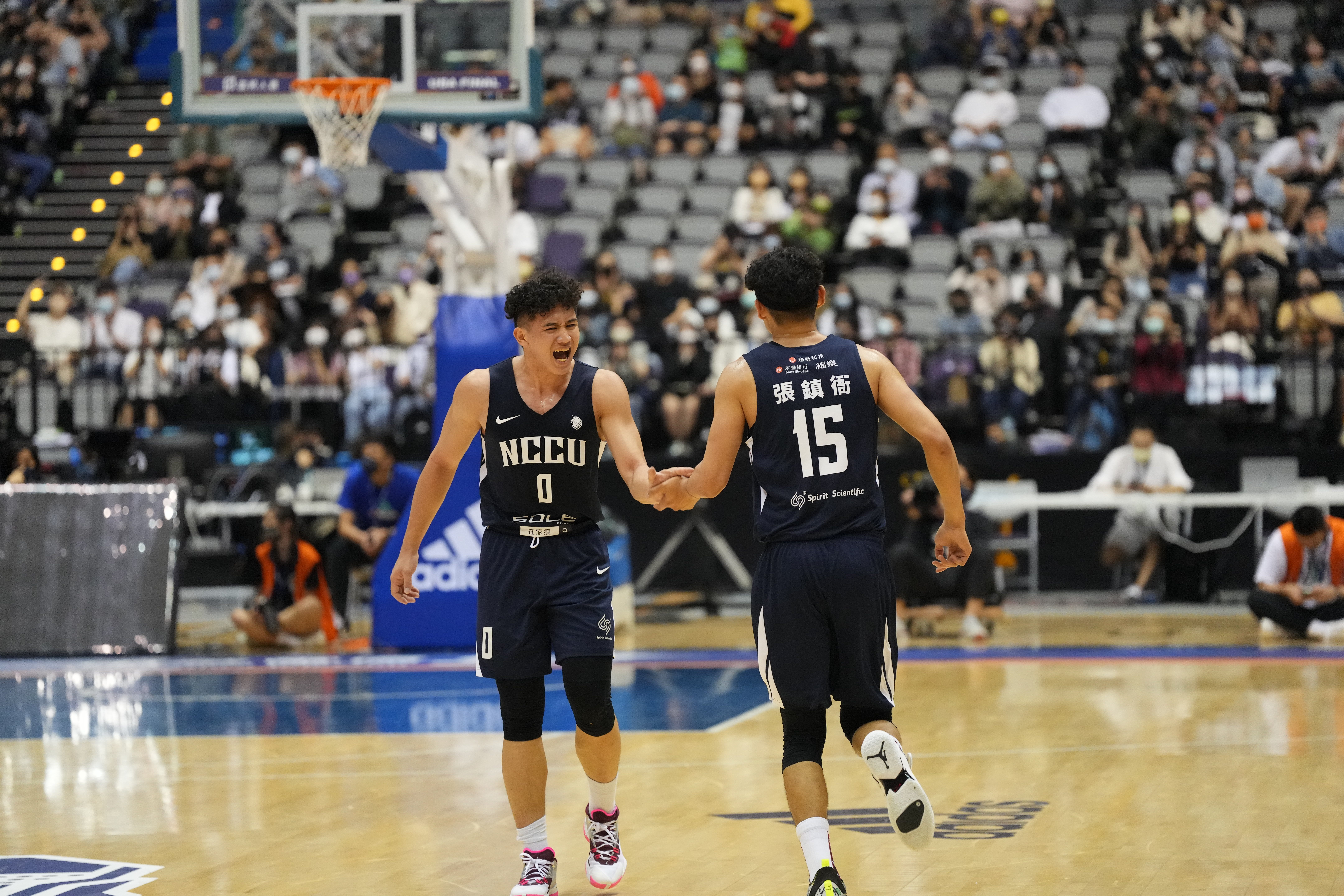
與隊友張鎮衙擊掌

林彥廷選擇大學時沒有像隊友高錦瑋或能仁家商的許多學長們報考健行科技大學，他考取了國立政治大學，加入該校籃球隊政大雄鷹。大一賽季開始前，時任政大雄鷹總教練陳子威安排林彥廷從以往前鋒位置轉型為得分後衛，並計畫將讓他進入先發陣容。
大學四年裡，林彥廷從大二起率隊贏得三連霸，並在大四學年以投籃命中率43.8%，三分球命中率34.8%，繳出場均11分5.7籃板3.6助攻1.5抄截的數據，也宣布於畢業後投入職籃選秀。

## 職業生涯
2023年7月林彥廷在CBA新人選秀會中於第一輪第3順位被北京紫禁勇士選中。7月21日，林彥廷簽下2年合約加盟北京紫禁勇士。

## 國家隊生涯
林彥廷入選中華台北男子籃球代表隊參加2023年世界盃籃球賽亞洲區資格賽第一輪的三階段賽事。

## 外部連結
- 林彥廷的Instagram帳戶
- 林彥廷在fiba.basketball（英语）
- 林彥廷在fiba3x3.com（英语）
- 林彥廷在Basketball-Reference.com（國際）（英语）
- 林彥廷在Eurobasket.com（球員）（英语）
- 林彥廷在Proballers（英语）
- 林彥廷在RealGM（英语）
- 林彥廷在中国篮球数据库